# Championnat du Portugal de football 1974-1975
Navigation
Primeira Divisão 1973-1974 Primeira Divisão 1975-1976
Le Championnat du Portugal de football 1974-1975 est la 41e édition de la compétition qui voit la victoire de Benfica.

## Clubs participants
| Club                 | En D1 depuis | Classement 1973-1974 | Stade                            | Capacité | Ville              |
| -------------------- | ------------ | -------------------- | -------------------------------- | -------- | ------------------ |
| Académica de Coimbra | 1973         | 10e                  | Estádio Municipal                | 15 000   | Coïmbra            |
| Atlético Portugal    | 1974         | 2e D II Z. Sul       | Estádio da Tapadinha             | 15 000   | Lisbonne           |
| CF Belenenses        | 1934         | 5e                   | Estádio Almirante Américo Thomaz | 44 000   | Lisbonne           |
| Benfica              | 1934         | 2e                   | Estádio da Luz                   | 70 000   | Lisbonne           |
| Boavista             | 1969         | 9e                   | Estádio do Bessa                 | 30 000   | Porto              |
| GD CUF               | 1954         | 8e                   | Estádio Alfredo da Silva         | 22 000   | Barreiro           |
| SC Espinho           | 1974         | 1er D II Z. Norte    | Estádio Comendador Manuel Violas | 7 500    | Espinho            |
| Sporting Farense     | 1970         | 7e                   | Estádio Municipal de São Luís    | 10 000   | Faro               |
| Vitoria Guimarães    | 1958         | 6e                   | Estádio Municipal                | 30 000   | Guimarães          |
| Leixões SC           | 1959         | 14e                  | Estádio do Mar                   | 9 500    | Matosinhos         |
| SC Olhanense         | 1973         | 11e                  | Estádio Padinha                  | 4 000    | Olhão              |
| Oriental Lisbonne    | 1934         | 12e                  | Campo Engenheiro Carlos Salema   | 5 000    | Marvila (Lisbonne) |
| FC Porto             | 1934         | 4e                   | Estádio das Antas                | 50 200   | Porto              |
| Vitória Setubal      | 1962         | 3e                   | Estádio do Bonfim                | 30 000   | Setúbal            |
| Sporting Portugal    | 1934         | 1er                  | Estádio José Alvalade            | 65 000   | Lisbonne           |
| União Tomar          | 1974         | 1er D II Z. Sul      | Estádio Municipal                | 20 000   | Tomar              |

## Classement
| Rang | Équipe                | Pts | J  | G  | N  | P  | Bp | Bc | Diff |
| ---- | --------------------- | --- | -- | -- | -- | -- | -- | -- | ---- |
| 1    | Benfica               | 49  | 30 | 21 | 7  | 2  | 62 | 12 | +50  |
| 2    | FC Porto              | 44  | 30 | 19 | 6  | 5  | 62 | 30 | +32  |
| 3    | Sporting Portugal (T) | 43  | 30 | 17 | 9  | 4  | 59 | 25 | +34  |
| 4    | Boavista              | 38  | 30 | 16 | 6  | 8  | 58 | 32 | +26  |
| 5    | Vitoria Guimarães     | 38  | 30 | 16 | 6  | 8  | 64 | 36 | +28  |
| 6    | CF Belenenses         | 35  | 30 | 14 | 7  | 9  | 45 | 37 | +8   |
| 7    | Vitória Setubal       | 29  | 30 | 11 | 7  | 12 | 48 | 36 | +12  |
| 8    | GD CUF                | 29  | 30 | 10 | 9  | 11 | 41 | 41 | 0    |
| 9    | Leixões SC            | 29  | 30 | 10 | 9  | 11 | 29 | 42 | -13  |
| 10   | Atlético Portugal     | 26  | 30 | 10 | 6  | 14 | 38 | 69 | -31  |
| 11   | Sporting Farense      | 25  | 30 | 11 | 3  | 16 | 38 | 52 | -14  |
| 12   | União Tomar           | 23  | 30 | 9  | 5  | 16 | 39 | 59 | -20  |
| 13   | Oriental Lisbonne     | 20  | 30 | 5  | 10 | 15 | 21 | 51 | -30  |
| 14   | Académica de Coimbra  | 20  | 30 | 7  | 6  | 17 | 33 | 47 | -14  |
| 15   | SC Olhanense          | 17  | 30 | 6  | 5  | 19 | 41 | 70 | -29  |
| 16   | Sporting de Espinho   | 15  | 30 | 4  | 7  | 19 | 25 | 64 | -39  |

|  | Champion                  |
|  | Relégation en 2e division |